# Le Poison Qui Rend Fou
Le Poison Qui Rend Fou is een album van de Belgische progressieve rockgroep Present. Het was het tweede album van de band, en verscheen in 1985. 
Na het debuutalbum Triskaidekaphobie uit 1980, werden opnames gemaakt voor een nieuw album. Het zou geproduceerd worden door het Franse label Atem Records, en er waren ook plannen voor een tournee door Europa. Door ongeregeldheden met de Franse producer Gérard Nguyen gingen de albumrelease en tournee echter niet door. Groepsleider Roger Trigaux had schulden, keerde zich af van de muziek en doekte de band op. De opnames werden ten slotte toch opgepikt door Cuneiform Records en het album verscheen vooralsnog in 1985 bij dat lebel.
Voor de titels van het album haalde Trigaux zijn inspiratie bij de stripverhalen van Kuifje. De albumtitel Le Poison Qui Rend Fou verwijst naar het gekmakende vergif radjaïdjah, uit de stripalbums De sigaren van de farao en De Blauwe Lotus. De titel van het nummer "Ram Ram Va Fair "Pif Paf"" is een citaat van het personage professor Philomenus Siclone in De sigaren van de farao. De titel van het nummer "Didi, Dans Ta Chambre!" is afkomstig uit De Blauwe Lotus, met het personage Wang Jen-Ghie en zijn zoon Didi.
Na dit album bleef de band verscheidene jaren inactief.
Het album werd door het Amerikaanse Cuneiform Records heruitgebracht in 1989, gebundeld op één cd met het debuutalbum van de band, Triskaidekaphobie uit 1981.

## Tracks
1. "Le Poison Qui Rend Fou, Part 1: Ram Ram Va Fair "Pif Paf"" - 15:25
2. "Ersatz" - 5:07
3. "Le Poison Qui Rend Fou, Part 2: Didi, Dans Ta Chambre!" - 9:42
4. "Samana" - 9:15

## Bezetting
- Roger Trigaux - gitaar, keyboards, zang
- Alain Rochette - piano
- Daniel Denis - percussie
- Ferdinand Philippot - bas
- Marie-Anne Polaris - zang